# Mateja Koležnik
Mateja Koležnik, slovenska gledališka režiserka, kantavtorica in igralka, * 22. julij 1962, Metlika.
Študij gledališke in radijske režije na AGRFT v Ljubljani je zaključila leta 1990 z uprizoritvijo drame Zabava za rojstni dan Harolda Pinterja pri profesorju Dušanu Jovanoviću. Nekaj časa je nastopala kot kantavtorica, nato pa se je zaposlila v ljubljanski Drami. Po nekaj letih se je odločila za samostojno režisersko pot in sodelovala z večino slovenskih poklicnih gledališč in več tujimi. Znana je predvsem po postavitvah sodobnih evropskih in ameriških dram.
Za postavitev Nožev v Kurah (D.Harrrower) in Praznovanja (Vinterberg/Rukov) (oboje SNG Drama, Ljubljana) je leta 2001 prejela Nagrado Prešernovega sklada. Istega leta je  prejela tudi veliko nagrado Borštnikovega srečanja za najboljšo uprizoritev v celoti, za predstavo Noži v Kurah (D. Harrower - SNG Drama, Ljubljana 2001). Leta 2004 si je z Jožetom Logarjem delila nagrado Borštnikovega srečanja za scenografijo za predstavo Smrt trgovskega potnika (A.Miller – SNG Maribor 2004), ki jo je tudi režirala.
Poleg nagrajenih predstav so pomembnejše še naslednje:
- Tri Visoke ženske (E. Albee; MGL Ljubljana 1996)
- Kdo se boji Virginije Wolf (E. Albee; SNG Drama Ljubljana 1997)
- Lepotna kraljica Leenana (M. Mc Donagh; SNG Drama Ljubljana 1999)
- Kripl z Innishmanna (M. Mc Donagh; MGL Ljubljana 2001)
- Push up 1-3 (R. Shimmelpfennig; PGK Kranj 2003)
- Oblika stvari (N. LaBute; Drama SNG Ljubljana 2004)
- Ženska od prej (R. Shimmelpfennig; BITEF Teatar Beograd 2005)
- Striček Vanja (A. Čehov; HNK Split 2006)
- Bash (N. LaBute; Gavella Zagreb 2007)

Kot igralka je nastopila tudi v dveh celovečernih filmih režiserja Janeza Lapajneta, v Šelestenju in v Osebni prtljagi.

## Uprizoritve
- 1990- Impresarij (F.Lainšček) SNG Drama Ljubljana
- 1990- Markiza de Sade (Y. Mishima) SNG Maribor
- 1994- Show strahov (S. Makarovič) MGL Ljubljana
- 1996- Indijc hoče v Bronx (I. Horowitz) SNG Drama Ljubljana
- 1996- Tri visoke ženske (E. Albee) MGL Ljubljana
- 1997- Kdo se boji Virginije Wolf (E.Albee) SNG Drama Ljubljana
- 1997- Vilinček z lune (B.Minoli) SNG Nova Gorica
- 1999- Vprašajte Amy (D.Hare) SNG Nova Gorica
- 1999- Lepotna kraljica Leenana (M.McDonagh)SNG Drama
- 2000- Kako sem se naučila vozit (P.Vogel) PGK Kranj
- 2000- Histerija (T.Johnson)MGL Ljubljana
- 2001- Kripl z Innishmorja (M.McDonagh)MGL Ljubljana
- 2001- Noži v kurah (D Harrower)SNG Drama Ljubljana
- 2001- Praznovanje (T.Winterberg,M.Rukov,B.Hansen) SNG Drama Ljubljana
- 2003- Push up 1-3 (R.Shimmelpfennig) PGK Kranj
- 2003- Šola za žene (Moliere) SNG Drama Ljubljana
- 2003- Gospa z morja (S.Sontag)MGL Ljubljana
- 2004- Oblika stvari (N.LaBute) SNG Drama Ljubljana
- 2004- Smrt trgovskega potnika (A.Miller) SNG Maribor
- 2004- Življenje po Georgu(H.Rayson)SNG Drama Ljubljana
- 2005- Ženska od prej(R.Shimmelpfennig) BITEF teatar Beograd
- 2005- Mali glas (J.Cartwright)HNK Ivan pl.Zajec Rijeka
- 2005- Terorizem (V. in O. Presnjakov)SLG Celje
- 2005- Kako je Tonkica kupovala kruh (J.Boko) Kazalište Mala scena Zagreb
- 2006- Striček Vanja(A.Čehov)HNK Split
- 2006- Tisti, ki jih reka ne spusti (D.Rabe) SNG Nova Gorica
- 2007- Bolezen mladosti (F.Bruckner) SNG Drama Ljubljana
- 2007- Lom/Bash (N.LaBute) Gavella Zagreb
- 2007- Orfej se spušča (T.Williams) SNG Drama Ljubljana
- 2008- Elektri pristaja črnina (E. O'Neill) HNK Zagreb
- 2008- Gospodična Julija (A. Strindberg) PGK Kranj/>
- 2008- Leda (M. Krleža) SNG Nova Gorica
- 2008- Jez (C. McPherson) Gavella Zagreb
- 2009- Pornskop ali Kaj je videl batler (J.Orton) SNG Maribor/>
- 2009- Revizor (N.V.Gogolj) PGK Kranj/>
- 2009- Malomeščanska svadba (B.Brecht) SNG MAribor
- 2010- Striček Vanja (A.Čehov) SNG Nova Gorica
- 2011- Ženitev (N.V.Gogolj) Gavella Zagreb
- 2011- Malomeščani (M. Gorki) SNG Drama Ljubljana
- 2012- Yvonne, Prinzessin von Burgund (W. Gombrovicz)Die Theater Chemnitz
- 2012- Ein Spiel um Illusion (P.Corneille) Die Theater Chemnitz
- 2013- John Gabriel Borkman (H. Ibsen) SNG Drama Maribor

## Priznanja
- nagrada Prešernovega sklada za postavitev Nožev v Kurah (D.Harrrower) in Praznovanja (Vinterberg/Rukov) (oboje SNG Drama, Ljubljana, 2001)
- velika nagrada Borštnikovega srečanja za najboljšo uprizoritev v celoti za predstavo Noži v Kurah (D. Harrower-SNG Drama, Ljubljana 2001).
- nagrada Borštnikovega srečanja za scenografijo za predstavo Smrt trgovskega potnika (A.Miller – SNG Maribor 2004)
- grand prix festivala Zlati lav Umag za predstavo Lepotna kraljica Leenana 2000 (M.McDonagh- SNG Drama Ljubljana 1999)
- grand prix festivala Zlati lav Umag za predstavo Kako sem se naučila vozit (P.Vogel -PGK Kranj 2000)
- nagrada za najboljšo režijo festivala ASSITEJ Čakovec za predstavo Kako je Tonkica kupovala kruh (J.Boko-Kazalište Mala scena Zagreb)
- najboljša predstava 22. Gavellinih večeri 2007 za predstavo Ujak Vanja  (A.Čehov - HNK Split 2006)
- satir za režijo na SKUP Ptuj (A. Stindberg Gospodična Julija, Prešernovo gledališče Kranj 2009)